# Культовые сооружения Мелитополя
Культовые учреждения в Мелитополе действуют с 1816 года. До революции в городе было построено много православных храмов и иудейских синагог, но все они были закрыты в первые десятилетия советской власти.
Сейчас в городе действуют 10 православных храмов и часовен, православный монастыря святого Саввы Освященного, а также несколько храмов, молитвенных домов и религиозных центров других религий. В настоящее время продолжается строительство нескольких храмов.

## История

### Храмы дореволюционного Мелитополя
Первые православные храмы в городе появились ещё когда Мелитополь был селом Новоалександровкой. В 1816 году в селении открылся деревянный молитвенный дом, освящённый в честь святого Александра Невского. В 1830 году была построена каменная церковь с деревянным куполом. В 1861 главный храм Мелитополя стал собором и был освящен в честь Александра Невского. В 1899 году было построено новое здание собора. В 1909 году при соборе было открыто «Общество трезвости».
В дореволюционный период также действовала домовая церковь в здании реального училища. В 1875 году она была освящена во имя святых Кирилла и Мефодия. Приход церкви состоял из учащихся и служащих в училище.
В 1883 году строительное отделение Таврического губернского правления утвердило проект строительства Армяно-Григорианской церкви (в настоящее время Александро-Невский собор) на 200 человек «во дворе ныне имеющегося в г. Мелитополе армянского молитвенного дома, на месте принадлежащем тому дому». В том же году этот проект был утверждён министром внутренних дел.
В 1913 году в саду Салпацкого на Бульварной улице (в настоящее время — территория агробиологического комплекса педуниверситета) было заложено подворье Инкерманского монастыря, а сам монастырь планировалось построить на земле крестьян села Кизияр «на высоком кряже по дороге в Семёновку».
В 1914 году строительное отделение Таврического губернского правления одобрило проект молитвенного дома в посёлке Круча, названного в честь Московского митрополита Алексия. Полезная площадь по проекту составляла 88,5 кв. м. Молитвенный дом был рассчитан на 352 человека.
Со второй половины XIX века в Мелитополе проживала многочисленная еврейская община (20,3 % населения в 1910 году). В 1857 в городе открылась синагога, в 1862 — каменная синагога и каменная кенасса, в 1896 — талмуд-тора. В 1881 году был утверждён проект постройки еврейского молитвенного дома рядом с синагогой. В 1910 в Мелитополе действовало 20 синагог.

### Борьба с религией в первые десятилетия советской власти
Александро-Невский собор был разрушен в середине 1930-х годов. (В настоящее время на его фундаменте построен крытый павильон Центрального рынка.)
Мелитопольская синагога была закрыта в 1930 году. В её здании размещался спортивный зал, а потом — различные учреждения.

### Возрождение храмов в годы войны и закрытие в послевоенные годы
Немецкие оккупационные власти не возражали против открытия храмов в Мелитополе, и к концу оккупации в городе насчитывалось 6 православных храмов. К началу 1960-х годов из них остался только Александро-Невский собор, остальные 5 были закрыты:
| Название                                   | Расположение     | Описание |
| ------------------------------------------ | ---------------- | --- |
| Алексеевская церковь                       | Круча            | Церковь открылась во время немецкой оккупации, в 1941 году. В 1958 году здание церкви было признано аварийным, общине не было разрешено его ремонтировать, и церковь была закрыта. Священником в церкви служил протоиерей Феодосий Станкевич (ум. 1950), канонизированный 13 октября 2012 года в лике священномучеников Запорожских. |
| Николаевская церковь                       | Новый Мелитополь | Церковь открылась в 1942 году и была закрыта после войны. |
| Троицкая церковь                           | ул. Ломоносова   | Церковь открылась во время немецкой оккупации, в 1941 году, в арендованном доме. В 1960 году проводить богослужения в здании было запрещено. Община попыталась арендовать другое здание, но жители соседних домов выступили против этого с коллективным заявлением, и община была расформирована.                                    |
| Церковь святого Андрея Критского           | Песчаное         | Церковь Андрея Критского действовала на Песчаном, по крайней мере, с 1890-х годов. В 1941 году, во время немецкой оккупации, церковь открылась снова, но после войны была закрыта. |
| Кладбищенская Иоанно-Предтеченская церковь | Песчаное         | Церковь открылась во время немецкой оккупации, в 1941 году. В 1961 году община церкви была присоединена к общине Александро-Невского собора, а здание церкви переоборудовано для нужд горкоммунхоза. |

## Современность

### Действующиеправославныехрамы и часовни
| Название                                                 | Адрес                               | Описание | Изображение |
| -------------------------------------------------------- | ----------------------------------- | --- | ----------- |
| Собор святого благоверного князя Александра Невского     | ул. Александра Невского, 5          | Один из двух кафедральных соборов Запорожской и Мелитопольской епархии. Был построен в 1884 году как армяно-григорианский храм. Закрыт после революции. В 1941 году был открыт как православный храм. В 2003—2004 годах капитально реконструирован.                                                                       |             |
| Свято-Троицкий храм                                      | ул. Ломоносова, 176                 | Храм действует с 1997 года. В 2009 году на здании храма установлены купол и крест. |             |
| Свято-Успенский храм                                     | пер. Владимира Тимошенко, 2/1       | Храм был оборудован в 2002 году в заброшенном помещении бывшего детского сада. |             |
| Храм преподобного Серафима Саровского                    | ул. Петра Дорошенко, 53/1           | Построен в 2006—2009 годах. |             |
| Храм святых Кирилла и Мефодия (Киевский патриархат)      | ул. Александра Невского             | Здание храма 1892 года постройки было капитально реконструировано в 2004—2011 годах. |             |
| Храм святого праведного Иоанна Кронштадтского            | ул. Академика Королева, 133-В       | Здание храма построено в 1998—2005 годах. В 2008—2009 годах построена колокольня. |             |
| Храм святой великомученицы Екатерины                     | просп. Богдана Хмельницкого, 83/2   | Построен в 2008—2010 годах. |             |
| Храм святителя Сергия Мелитопольского                    | ул. Ломоносова, 176                 | |             |
| Часовня во имя святителя Луки Крымского                  | просп. Богдана Хмельницкого, 46/1   | При 1-й горбольнице. |             |
| Храм Андрея Первозванного (Киевский патриархат)          | ул. Михаила Оратовского, 273/1      | Храм был построен на пожертвования прихожан и открыт в 2003 или 2004 году. Внутренние работы и роспись продолжались, по крайней мере, до 2007 года. |             |
| Храм святого Георгия Победоносца                         | просп. 50-летия Победы, 36          | Строительство храма началось в 2002 году. К 2006 году была окончена постройка нижнего яруса, где расположился храм Веры, Надежды, Любови и матери их Софии. Строительство верхнего яруса — собственно храма Георгия Победоносца — началось в 2008 году и завершилось 8 июня 2012 года возведением креста на куполе храма. |             |
| Храм в честь иконы Божией Матери «Умягчение злых сердец» | ул. Александра Невского, 81         | При Мелитопольской воспитательной колонии для несовершеннолетних преступниц. | фото        |
| Церковь Усекновения головы Иоанна Крестителя             | 1-й переулок Академика Королева, 2А | |             |
| Церковь Петра и Павла                                    | ул. Молодёжная, 56                  | Здание бывшего дома быта. |             |

### Храмы православногомонастыря святого Саввы Освященного
| Название                                                       | Адрес                | Описание | Изображение |
| -------------------------------------------------------------- | -------------------- | --- | ----------- |
| Храм иконы Божией Матери «Призри на смирение»                  | ул. Монастырская, 45 | Трёхпрестольный храм. Построен в 2002—2005 годах вокруг старого храма, в котором во время строительства продолжались богослужения. Центральный престол храма освящён в честь иконы Божией Матери «Призри на смирение», северный — в честь Усекновения главы Иоанна Предтечи, южный — в честь святого Саввы Освященного. |             |
| Крестильный храм в честь Введения во Храм Пресвятой Богородицы | ул. Монастырская, 45 | Освящён в 2007 году. |             |
| Учебный храм                                                   | ул. Монастырская, 45 | Открыт в 2009 году. Два придела храма освящены в честь страстотерпцев Бориса и Глеба и святых Кирилла и Мефодия. |             |

### Строящиесяправославныехрамы
| Название                                | Адрес                   | Описание | Изображение |
| --------------------------------------- | ----------------------- | -------- | ----------- |
| Больничный Свято-Пантелеимоновский храм | ул. Кизиярская, 55/2    |          |             |
| Храм святой мученицы Татьяны            | ул. Университетская, 47 |          |             |

### Храмы другиххристианскихконфессий
| Название                                           | Конфессия                                 | Адрес                        | Описание | Изображение |
| -------------------------------------------------- | ----------------------------------------- | ---------------------------- | --- | ----------- |
| Костёл Успения Пресвятой Девы Марии                | Католицизм                                | просп. 50-летия Победы, 31/1 | Строящийся католический костёл. Строительство было начато в 2007 году и ведётся до сих пор, в основном на деньги зарубежных религиозных структур.                |             |
| Часовня Рождества Пресвятой Богородицы             | Грекокатоличе- ская церковь               | ул. Осипенко, 83             | |             |
| Церковь «Благодать»                                | Евангельские христиане                    | ул. Героев Украины, 3        | Молитвенный дом на этом месте был построен общиной евангельских христиан в 1914 году. В 1936 году здание было отобрано, а в 1991 году — снова возвращено общине. |             |
| Христианская церковь (в прошлом «Новое поколение») |                                           | ул. Интеркультурная, 2/2     | Здание построено в 1998—2006 годах. |             |
| Христианская церковь «Источник Жизни»              | Евангельские христиане                    | ул. Ломоносова, 175          | |             |
| Христианская церковь «Слово Жизни»                 | Апостольская Христианская Церковь Украины | ул. Седовцев, 6              | В 1990 году церковь арендовала здание клуба «Строитель». В настоящее время здание клуба находится в собственности церкви.                                        |             |
| Церковь евангельских христиан-баптистов            | Евангельские христиане-баптисты           | ул. Линейная, 176            | |             |
| Приход Святых Кирилла и Мефодия                    | Католицизм                                | ул. Интеркультурная, 225     | |             |
| Молитвенный дом духовных христиан молокан          | Духовное христианство молоканство         | ул. Монастырская, 77         | |             |

### Общины других религий
| Название                                  | Религия | Адрес                   | Описание | Изображение |
| ----------------------------------------- | ------- | ----------------------- | --- | ----------- |
| Мелитопольский буддийский центр           | Буддизм | ул. Университетская, 42 | |             |
| Мечеть                                    | Ислам   | ул. Интеркультурная, 2  | Строительство ведётся с 2008 года. Комплекс должен включать мечеть, омывальню, столовую, учебный корпус, часовню и минареты. |             |
| Мелитопольская городская еврейская община | Иудаизм | ул. Интеркультурная, 45 | В начале XX века в здании располагалась синагога Мелитопольского еврейского общества. В 1930 году синагога была закрыта, здесь размещался спортивный зал, потом — различные учреждения, после войны — Мелитопольский филиал Государственного архива Запорожской области и, наконец, цех Мелитопольского станкостроительного завода. В 1994 году здание было передано городской еврейской общине. |             |